# ذخیره‌گاه زیست‌کره طاق فروتناک
ذخیره‌گاه زیست‌کره طاق فروتناک (به انگلیسی: Frontenac Arch Biosphere Reserve) یک ذخیره‌گاه زیست‌کره در کانادا است که در انتاریو واقع شده‌است.